# Championnats d'Europe féminins de boxe amateur 2019
Navigation
Édition précédente Édition suivante
Les 12es Championnats d'Europe de boxe amateur féminins se sont déroulés du 24 au 31 août 2019 à Alcobendas en Espagne.
Organisées par l'European Boxing Confederation (EUBC), les compétitions se disputent dans 10 catégories de poids différentes.

## Résultats

### Podiums
| Catégorie                   | Or                          | Argent                    | Bronze                         |
| --------------------------- | --------------------------- | ------------------------- | ------------------------------ |
| Poids mi-mouches (-48 kg)   | Yulia Chumgalakova (RUS)    | Demie-Jade Resztan (ENG)  | Roberta Bonatti (ITA)          |
| Poids mi-mouches (-48 kg)   | Yulia Chumgalakova (RUS)    | Demie-Jade Resztan (ENG)  | Hanna Okhota (UKR)             |
| Poids mouches (-51 kg)      | Buse Naz Çakıroğlu (TUR)    | Elena Savelyeva (RUS)     | Tetyana Kob (UKR)              |
| Poids mouches (-51 kg)      | Buse Naz Çakıroğlu (TUR)    | Elena Savelyeva (RUS)     | Wassila Lkhadiri (FRA)         |
| Poids coqs (-54 kg)         | Lăcrămioara Perijoc (ROU)   | Karina Tazabekova (RUS)   | Caroline Cruveillier (FRA)     |
| Poids coqs (-54 kg)         | Lăcrămioara Perijoc (ROU)   | Karina Tazabekova (RUS)   | Yuliya Apanasovich (BLR)       |
| Poids plumes (-57 kg)       | Irma Testa (ITA)            | Karriss Artingstall (ENG) | Sandra Kruk (POL)              |
| Poids plumes (-57 kg)       | Irma Testa (ITA)            | Karriss Artingstall (ENG) | Stanimira Petrova (BUL)        |
| Poids légers (-60 kg)       | Mira Potkonen (FIN)         | Maïva Hamadouche (FRA)    | Amy Broadhurst (IRL)           |
| Poids légers (-60 kg)       | Mira Potkonen (FIN)         | Maïva Hamadouche (FRA)    | Sema Çalışkan (TUR)            |
| Poids super-légers (-64 kg) | Francesca Amato (ITA)       | Aneta Rygielska (POL)     | Ornella Kheteeva (RUS)         |
| Poids super-légers (-64 kg) | Francesca Amato (ITA)       | Aneta Rygielska (POL)     | Mariia Bova (UKR)              |
| Poids welters (-69 kg)      | Darima Sandakova (RUS)      | Angela Carini (ITA)       | Busenaz Sürmeneli (TUR)        |
| Poids welters (-69 kg)      | Darima Sandakova (RUS)      | Angela Carini (ITA)       | Rosie Eccles (WAL)             |
| Poids moyens (-75 kg)       | Aoife O'Rourke (IRL)        | Elżbieta Wójcik (POL)     | Anastasiia Shamonova (RUS)     |
| Poids moyens (-75 kg)       | Aoife O'Rourke (IRL)        | Elżbieta Wójcik (POL)     | Love Holgersson (SWE)          |
| Poids mi-lourds (-81 kg)    | Elif Güneri (TUR)           | Viktoria Kebikava (BLR)   | Anastasiia Chernokolenko (UKR) |
| Poids mi-lourds (-81 kg)    | Elif Güneri (TUR)           | Viktoria Kebikava (BLR)   | Anna Ivanova (RUS)             |
| Poids lourds (+81 kg)       | Zemfira Magomedalieva (RUS) | Tetiana Shevchenko (UKR)  | Flavia Severin (ITA)           |
| Poids lourds (+81 kg)       | Zemfira Magomedalieva (RUS) | Tetiana Shevchenko (UKR)  | Vendula Kučerová (CZE)         |

### Tableau des médailles
| Rang  | Nation         | Or | Argent | Bronze | Total |
| ----- | -------------- | -- | ------ | ------ | ----- |
| 1     | Russie         | 3  | 2      | 3      | 8     |
| 2     | Italie         | 2  | 1      | 2      | 5     |
| 3     | Turquie        | 2  | 0      | 2      | 4     |
| 4     | Irlande        | 1  | 0      | 1      | 2     |
| 5     | Finlande       | 1  | 0      | 0      | 1     |
| 5     | Roumanie       | 1  | 0      | 0      | 1     |
| 7     | Pologne        | 0  | 2      | 1      | 3     |
| 8     | Angleterre     | 0  | 2      | 0      | 2     |
| 9     | Ukraine        | 0  | 1      | 4      | 5     |
| 10    | France         | 0  | 1      | 2      | 4     |
| 11    | Biélorussie    | 0  | 1      | 1      | 2     |
| 12    | Bulgarie       | 0  | 0      | 1      | 1     |
| 12    | Pays de Galles | 0  | 0      | 1      | 1     |
| 12    | Tchéquie       | 0  | 0      | 1      | 1     |
| 12    | Suède          | 0  | 0      | 1      | 1     |
| Total | Total          | 10 | 10     | 20     | 40    |